# Gli assassini vanno in coppia
Gli assassini vanno in coppia è un film commedia a sfondo noir del 1992 diretto da Piero Natoli.

## Trama
Roberto Ventura, un affermato avvocato, è involontariamente testimone di un delitto avvenuto nel bagno turco in cui stava soggiornando; i due assassini però si accorgono della sua presenza e intendono uccidere anche lui per evitare che vada a denunciare il fatto alla polizia.
Riuscito a dileguarsi, Roberto vive nel panico poiché nessuno crede a ciò che ha visto dato dal fatto che sul luogo del delitto dove - tra l'altro - non c'è più traccia di omicidio. Quest'ultimo dettaglio, costringe l'uomo a nascondersi in diversi posti per evitare di essere localizzato, pensando, che i suoi persecutori abbiano l'intenzione di sopprimerlo nel peggiore dei modi.
Nel suo girovagare, Roberto trova riparo nell'abitazione di Margherita, una sua ex fiamma sentimentale che - tra un ricordo e l'altro - dà al rampante avvocato la grinta per fronteggiare i suoi nemici rimuovendo ogni sorta di paura.